# 米尔桑
米尔桑（法語：Mulsans，法語發音：[mylsɑ̃]）是法国卢瓦-谢尔省的一个市镇，属于布卢瓦区。 

## 地理
米尔桑（47°41'46"N, 1°23'6"E）面积16 平方千米，位于法国中央-卢瓦尔河谷大区卢瓦-谢尔省，该省份为法国中北部省份，北起厄尔-卢瓦省，东北接卢瓦雷省，东南接谢尔省，南至安德尔省，西南接安德尔-卢瓦尔省，西北接萨尔特省。
与米尔桑接壤的市镇（或旧市镇、城区）包括：阿韦尔东、拉沙佩勒-圣马丹昂普莱讷、卢瓦尔河畔库尔、马沃、叙埃夫尔、维莱尔邦。

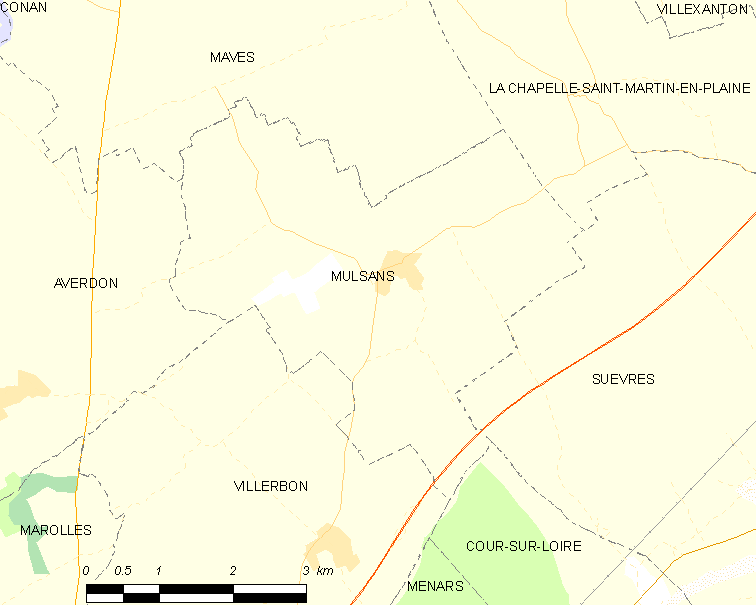
米尔桑的OSM定位图

米尔桑的时区为UTC+01:00、UTC+02:00（夏令时）。

## 行政
米尔桑的邮政编码为41500，INSEE市镇编码为41156。

## 政治
米尔桑所属的省级选区为拉博斯县。

## 人口

1962-2008年间米尔桑人口变化图示

米尔桑于2022年1月1日时的人口数量为514人。